# José Ignacio del Pumar
José Ignacio del Pumar est l'une des quatre paroisses civiles de la municipalité de Ezequiel Zamora dans l'État de Barinas au Venezuela. Sa capitale est Pedraza La Vieja. En 2018, sa population s'élève à 3 745 habitants.

## Géographie

### Relief
La paroisse civile est dominée par les cerro Azul, Camatuche, Carmelejo et Pedraza.

### Démographie
Hormis sa capitale Pedraza La Vieja, la paroisse civile comporte plusieurs localités et écarts dont :
- Camatuche
- Curito Abajo
- El Curito
- El Diamante
- El Jobo del Este
- El Milagro
- El Pono
- El Porvenir
- Los Ajíes
- Los Cerrajones
- Macanillal
- Parcelamiento Camatuche Abajo
- Parcelamiento Capitanejo Occidental Medio
- Parcelamiento Capitanejo Occidental Sur
- Parcelamiento Curito
- Pedraza La Vieja